# Дрлупа (Сопот)
Дрлупа је насеље у Градској општини Сопот у Граду Београду.
Налази се на обронцима планине Космај, са западне стране. Према попису из 2022. било је 458 становника.

## Историја
Дрлупа се налази југозападно места Сопота. Најстарије писане подадке о овоме селу имамо из почетка 18. века. На карти из доба аустријске владавине (1718.—1739. г) ово је село забележено као насеље под именом Terlupe. Село раније, како велеи предање, било у Селишту, а „уништио га је ћесар“. Године 1721. аустријске су власти наредиле да се села гропишу. У то доба је, по предању, у Дрлупи био кнез Милован, предак данашњих Матића. Њему је ћесар наредио „да збија села у шорове.“ Због тога је он позвао све сељаке на договор у Врбицу. Али сакупљени сељаци нису пристали и нису хтели да изврше ћесареву наредбу. „Због тога ћесар пошаље у село две катане“ од којих сељаци једног убију. Сада и сам ћесар пође са војском на Дрлупу „ и расели је.“ У народном предању очувала се успомена и данас се још прича о некој вароши која је за време Маџара постојала и звала се Занога-Занова. Веле да се та варош налазила северно од села, под Боблијом.
После 1739. године расељено становништво се почело враћати а долазили су и нови досељеници. За најтарије породице сматрају се: Сирковићи старином од Бихора, Љубићићи старином од Сјенице. Затим Пауновићи, Стаменићи и Савићи. итд.
Први већи сукоб Срба и Турака у Првом српском устанку био је управо у Дрлупи. До боја је дошло 25. фебруара 1804. године усред неуспелих преговора између Карађорђа и Аганлије, који је важио за најпомирљивијег међу дахијама. Рањени Аганлија се наредног дана повукао у Београд, због чега се сматра да су у Дрлупи устаници остварили победу. У првим деценијама 19. века Дрлупа је улазила у састав Катићеве кнежине и имала је 1818. г. 37 а 1822. г. 44 куће. По попису из 1921. г. село је имало 150 кућа са 933 становника.
Јован Матић поклонио земљиште са кућом за школу која је служила. (подаци крајем 1921. године).

## Демографија
У насељу Дрлупа живи 444 пунолетна становника, а просечна старост становништва износи 43,1 година (41,1 код мушкараца и 45,2 код жена). У насељу има 170 домаћинстава, а просечан број чланова по домаћинству је 3,22.
Ово насеље је у великим делом насељено Србима (према попису из 2002. године), а у последња три пописа, примећен је пад у броју становника.
|  |

| Демографија | Демографија | Демографија |
| Година      | Становника  | Становника  |
| ----------- | ----------- | ----------- |
| 1948.       | 1.158       |             |
| 1953.       | 1.136       |             |
| 1961.       | 1.092       |             |
| 1971.       | 899         |             |
| 1981.       | 774         |             |
| 1991.       | 675         | 624         |
| 2002.       | 547         | 590         |

| Етнички састав према попису из 2002.‍ | Етнички састав према попису из 2002.‍ | Етнички састав према попису из 2002.‍ | Етнички састав према попису из 2002.‍ | Етнички састав према попису из 2002.‍ |
| ------------------------------------ | ------------------------------------ | ------------------------------------ | ------------------------------------ | ------------------------------------ |
|                                      |                                      |                                      |                                      |                                      |
| Срби                                 | Срби                                 |                                      | 545                                  | 99,63%                               |
| Црногорци                            | Црногорци                            |                                      | 2                                    | 0,36%                                |
| непознато                            | непознато                            |                                      | 0                                    | 0,0%                                 |

| Година пописа     | 1948. | 1953. | 1961. | 1971. | 1981. | 1991. | 2002. |
| ----------------- | ----- | ----- | ----- | ----- | ----- | ----- | ----- |
| Број домаћинстава | 224   | 230   | 243   | 235   | 219   | 200   | 170   |

| Број чланова      | 1  | 2  | 3  | 4  | 5  | 6  | 7 | 8 | 9 | 10 и више | Просек |
| ----------------- | -- | -- | -- | -- | -- | -- | - | - | - | --------- | ------ |
| Број домаћинстава | 33 | 51 | 21 | 16 | 18 | 22 | 9 | 0 | 0 | 0         | 3,22   |

| Пол    | Укупно | Неожењен/Неудата | Ожењен/Удата | Удовац/Удовица | Разведен/Разведена | Непознато |
| ------ | ------ | ---------------- | ------------ | -------------- | ------------------ | --------- |
| Мушки  | 235    | 65               | 148          | 14             | 8                  | 0         |
| Женски | 226    | 18               | 148          | 51             | 8                  | 1         |
| УКУПНО | 461    | 83               | 296          | 65             | 16                 | 1         |

| Пол    | Укупно                    | Пољопривреда, лов и шумарство | Рибарство                            | Вађење руде и камена | Прерађивачка индустрија       |
| ------ | ------------------------- | ----------------------------- | ------------------------------------ | -------------------- | ----------------------------- |
| Мушки  | 168                       | 129                           | 0                                    | 2                    | 7                             |
| Женски | 101                       | 93                            | 0                                    | 0                    | 0                             |
| УКУПНО | 269                       | 222                           | 0                                    | 2                    | 7                             |
| Пол    | Производња и снабдевање   | Грађевинарство                | Трговина                             | Хотели и ресторани   | Саобраћај, складиштење и везе |
| Мушки  | 2                         | 3                             | 6                                    | 2                    | 5                             |
| Женски | 0                         | 0                             | 4                                    | 0                    | 0                             |
| УКУПНО | 2                         | 3                             | 10                                   | 2                    | 5                             |
| Пол    | Финансијско посредовање   | Некретнине                    | Државна управа и одбрана             | Образовање           | Здравствени и социјални рад   |
| Мушки  | 0                         | 2                             | 6                                    | 2                    | 0                             |
| Женски | 0                         | 0                             | 1                                    | 2                    | 1                             |
| УКУПНО | 0                         | 2                             | 7                                    | 4                    | 1                             |
| Пол    | Остале услужне активности | Приватна домаћинства          | Екстериторијалне организације и тела | Непознато            | Непознато                     |
| Мушки  | 0                         | 0                             | 0                                    | 2                    | 2                             |
| Женски | 0                         | 0                             | 0                                    | 0                    | 0                             |
| УКУПНО | 0                         | 0                             | 0                                    | 2                    | 2                             |

## Коришћена Литература
- Извор Монографија Подунавске области 1812-1927 објавјено (1927 г.)„Напредак Панчево,,
- „Летопис“: Подунавска места и обичаји Марина (Беч 1999 г.). Летопис период 1812 – 2009 г. Саставио од Писаних трагова, Летописа, по предању места у Јужној Србији, места и обичаји настанак села ко су били Досељеници чиме се бавили мештани
- Напомена

У уводном делу аутор је дао кратак историјски преглед овог подручја од праисторијских времена до стварање државе Краљевине Срба, Хрвата и Словенаца. Највећи прилог у овом делу чине ,»Летописи« и трудио се да не пропусти ниједну важну чињеницу у прошлости описиваних места.